# 드림 아카데미
드림 아카데미(The Dream Academy)는 1983년에 결성되어 1991년까지 활동했던 영국의 밴드였다.

## 음반 목록

### 싱글
- 1985년
  - 〈Life in a Northern Town〉
  - 〈The Edge of Forever〉
  - 〈This World〉
- 1986년
  - 〈The Love Parade〉
  - 〈Please, Please, Please Let Me Get What I Want〉
  - 〈Indian Summer〉
- 1987년
  - 〈The Lesson of Love〉
  - 〈Power to Believe〉
  - 〈In the Heart〉
- 1990년
  - 〈Love〉
- 1991년
  - 〈Angel of Mercy〉

### 정규 음반
- 《The Dream Academy》 (1985년 11월)
- 《Remembrance Days》 (1987년)
- 《A Different Kind of Weather》 (1990년)

### 컴필레이션 음반
- 《Best of the Dream Academy》 (2000년 3월 28일)
- 《The Morning Lasted All Day: A Retrospective》 (2014년 7월 29일)